# Municipio de Letnitsa
El municipio de Letnitsa (búlgaro: Община Летница) es un municipio búlgaro perteneciente a la provincia de Lovech.
En 2011 tiene 3776 habitantes, el 69,65% búlgaros, el 12,21% turcos y el 2,94% gitanos. La capital es Letnitsa, donde viven dos terceras partes de la población municipal.
Se ubica en la esquina nororiental de la provincia y su término municipal es el único de la provincia de Lovech que limita con la provincia de Veliko Tarnovo.

## Localidades
| Localidad      | Cirílico       | Población (diciembre de 2009) |
| -------------- | -------------- | ----------------------------- |
| Letnitsa       | Летница        | 3739                          |
| Gorsko Slivovo | Горско Сливово | 715                           |
| Krushuna       | Крушуна        | 505                           |
| Karpachevo     | Кърпачево      | 142                           |
| Total          |                | 5101                          |